# Vladimir Consigny
Vladimir Consigny, né le 26 juin 1988, est un acteur français.

## Biographie
Vladimir Consigny est l'un des deux fils de l'actrice Anne Consigny et du réalisateur Benoît Jacquot. Un de ses premiers rôles, assez remarqué, à 17 ans, est un des rôles principaux d'un film pour la télévision de son père, Gaspard le bandit,. Il a ensuite tourné avec des réalisateurs aussi divers que James Huth, Alain Resnais, Adolfo Arrieta, etc,.
En 2015, il rejoint la série La Vie devant elles diffusée sur France 3. Il tient le rôle de Rodolphe, un jeune anarchiste.

## Filmographie
Principaux rôles,.

### Cinéma

#### Longs métrages
- 2007 : Hellphone, de James Huth – Virgile Husson
- 2009 : Les Herbes folles, d'Alain Resnais – Marcellin Palet
- 2010 : Ma première fois, de Marie-Castille Mention-Schaar – Arno
- 2011 : Demain ?, de Christine Laurent– André Giot de Badet
- 2012 : Les Adieux à la reine, de Benoît Jacquot – René dit Paolo
- 2012 : Vous n'avez encore rien vu, d'Alain Resnais – Mathias (Compagnie de la Colombe)
- 2014 : G.H.B : to Be or not to Be, de Laetitia Masson – Voix d'Orhan (voice)
- 2016 : Frank et Lola, de Matthew M. Ross – Paris Bistro Bartender
- 2016 : Belle Dormant, d'Adolfo Arrieta – le jeune homme mystérieux
- 2018 : At Eternity's Gate de Julian Schnabel

#### Courts métrages
- 2009 : Atelier jardin, de Benoît Jacquot – court métrage – Roberto
- 2011 : Fille modèle, de Cécile Ducrocq – Hugo

### Télévision
- 2006 : Gaspard le bandit, de Benoît Jacquot – Antoine[2]
- 2009: Patrice, the french exchange dans Inbetweeners
- 2009 : Les Boloss : Loser attitude de Gordon Anderson - (épisode 3) de Gilles Bannier – Patrice
- 2010 : Les Faux-monnayeurs, de Benoît Jacquot – Vincent
- 2015 : Les Revenants, de Fabrice Gobert, Frédéric Goupil -  saison 2 épisodes 1 à 8 – Morgane
- 2015 : La Vie devant elles – Saison 1 de Gabriel Aghion - Rodolphe
- 2017 : La Vie devant elles – Saison 2 de Gabriel Aghion - Rodolphe[5]
- 2018 : Marseille de Florent Emilio Siri (série) : Driss Ayoub
- 2018 : Genius (saison 2) : Jacquemetton
- 2021 : La Petite femelle de Philippe Faucon : André Blandin

### Publicité
- 2011 : Cartier – Night in Opéra, de Luca Guadagnino